# Мохаммадзай

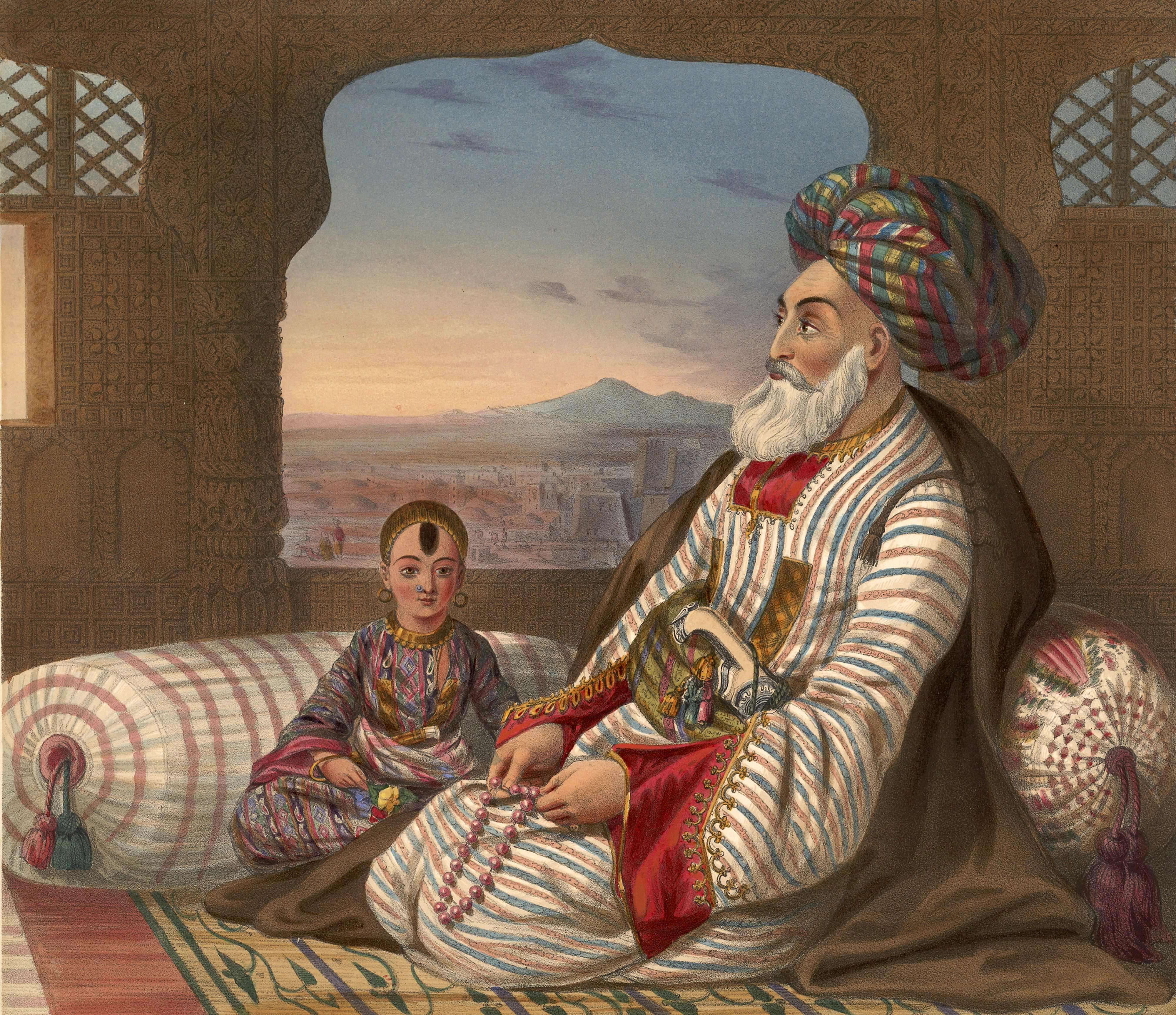
Дост Мохаммад Хан, эмир Афганистана и принадлежащий к племени Мохаммадзай

Мохаммадзай (пушту محمدزی‎), также пишется Мохаммадзай (что означает «потомки Мухаммеда») — пуштунское подплемя или клан Баракзаев, который является частью конфедерации племён Дуррани. В основном сосредоточены в Кандагаре, Кабуле и Газни в Афганистане. Мохаммадзаи правили Афганистаном с 1823 по 1978 год, в общей сложности 155 лет. Монархия закончилась при Мухаммеде Захир-шахе, когда его шурин Сардар Дауд Хан пришёл к власти в результате государственного переворота.

## Распространение
Мохаммадзаи являются наиболее заметной и могущественной ветвью конфедерации Дуррани, и в основном сосредоточены в Кандагаре. Они также могут быть найдены в других провинциях по всему Афганистану, а также через границу в современном Пакистане.
Мусахибаны — потомки Султана Мохаммад-хана, также известного как «Телай». Телай на языке дари означает Золото. Он был старшим братом Дост Мохаммед хана.

## Язык
Основным языком Мохаммадзаев является пушту, точнее, южный (кандагарский) диалект пушту. Дари также используется в качестве языка для записей и переписки.

## Политика
С 1823 по 1978 год правители Афганистана принадлежали к двум ветвям одной династии Баракзаев, происходящей от вождей племени Баракзаев (принадлежащих к Мохаммадзаям).
- Амир Султан Мохаммад Хан — первый Мухаммадзай, правитель Афганистана (1823—1826)
- Амир Дост Мухаммад Хан Баракзай — 1-й эмир Афганистана (1823—1839, 1842—1863)
- Амир Шер Али Хан — 2-й эмир Афганистана (1863—1866, 1868—1879)
- Амир Мохаммад Якуб Хан — 6-й эмир Афганистана, подписал Гандамакский договор.
- Амир Абдур Рахман хан — 7-й эмир Афганистана (октябрь 1879/22 июля 1880 — 3 октября 1901)
- Амир Хабибулла хан — 8-й эмир Афганистана (3 октября 1901 — 20 февраля 1919)
- Амир Насрулла Хан — 9-й эмир Афганистана (21-28 февраля 1919)
- Аманулла Хан — 10-й эмир Афганистана (1919—1926), 1-й король Афганистана (1926 — 14 января 1929)
- Инаятулла Хан — 2-й король Афганистана (14-17 января 1929)
- Сардар Рахмдил Хан — правитель Кандагара и Белуджистана.
- Сардар Паинда Хан (1758—1799) — правитель Кандагара, Пуштунистана и Белуджистана. Отец всех Баракзаев/Мохаммадзаев
- Король Мохаммед Надир-шах (17 октября 1929 — 8 ноября 1933).
- Король Мохаммед Захир Шах (8 ноября 1933 — 17 июля 1973).
- Президент Мохаммед Дауд Хан (первый президент Афганистана) (18 июля 1973 — 28 апреля 1978)